# Bradfield-tokó
A Bradfield-tokó vagy angolai tokó (Lophoceros bradfieldi) a madarak osztályának a szarvascsőrűmadár-alakúak (Bucerotiformes) rendjéhez, ezen belül a szarvascsőrűmadár-félék (Bucerotidae) családjához tartozó faj.

## Rendszerezése
A fajt Austin Roberts dél-afrikai zoológus írta le 1930-ban, a Rhyncaceros nembe Rhyncaceros bradfieldi néven. Sorolták a Tockus nembe Tockus bradfieldi néven is. Tudományos faji nevét R. D. Bradfield  dél-afrikai természettudós tiszteletére kapta.

## Előfordulása
Afrika déli részén, Angola, Botswana, Namíbia, Zimbabwe és Zambia területén honos. Természetes élőhelyei a szubtrópusi és trópusi síkvidéki esőerdők, száraz erdők, szavannák és cserjések. Állandó, nem vonuló faj.

## Megjelenése
Testhossza 50 centiméter, testtömege 170-395 gramm. A tojó kisebb mint a hím. A csőre hosszú és piros. A farktolla hosszú és fehér színű.

## Életmódja
Főleg rovarokkal táplálkozik, de magvakat, gyümölcsöt és kisebb gerinceseket is fogyaszt.

## Hangja
A bradfiled-tokó ilyen hangot ad ki: Pi-pi-pi-pi-pi-pi-pi-pihuh.

## Szaporodása
Fák természetes üregeiben költ, a bejáratot egy szűk rés kivételével befalazza, az élelmet a hím szerzi. Fészekalja általában 3 tojásból áll, melyen a tojó kotlik 28 napig. A fiókák még 50 napig maradnak az fészekben és 3 hónapos korukban válnak önállóvá.

## Természetvédelmi helyzete
Az elterjedési területe nagyon nagy, egyedszáma ugyan csökken, de még nem éri el a kritikus szintet. A Természetvédelmi Világszövetség Vörös listáján nem fenyegetett fajként szerepel.